# Trygonorrhina
A Trygonorrhina a porcos halak (Chondrichthyes) osztályának a Rhinopristiformes rendjébe, ezen belül a Trygonorrhinidae családjába tartozó nem.
Családjának a típusneme.

## Rendszertani eltérések
Egészen 2016-ig az idetartozó fajokat, még a hegedűrája-félék (Rhinobatidae) családjába sorolták be. A FishBase egyelőre még hegedűrájákként kezeli ezeket a fajokat.

## Tudnivalók
A Trygonorrhina-fajok az Indiai-óceán keleti felén, valamint a Csendes-óceán délnyugati részén fordulnak elő. E porcos halak mérete fajtól függően 90-126 centiméter közötti.

## Rendszerezés
A nembe az alábbi 2-3 élő faj tartozik:
- Trygonorrhina dumerilii (Castelnau, 1873)
- Trygonorrhina fasciata J. P. Müller & Henle, 1841 - típusfaj
- Trygonorrhina melaleuca Scott, 1954 - a FishBase a T. fasciata változatának, míg az enwiki a T. dumerilii-ének tekinti; korábban önállófajnak számított[4]

### Fordítás
- Ez a szócikk részben vagy egészben  a   Fiddler ray című angol Wikipédia-szócikk ezen változatának fordításán alapul.  Az eredeti cikk szerkesztőit annak laptörténete sorolja fel. Ez a jelzés csupán a megfogalmazás eredetét és a szerzői jogokat jelzi, nem szolgál a cikkben szereplő információk forrásmegjelöléseként.